# Boudjemaâ El Ankis
 (septembre 2015).
Si vous disposez d'ouvrages ou d'articles de référence ou si vous connaissez des sites web de qualité traitant du thème abordé ici, merci de compléter l'article en donnant les références utiles à sa vérifiabilité et en les liant à la section « Notes et références ».
Boudjemâa El Ankis (arabe : بوجمعة العنقيس), de son vrai nom Boudjemâa Mohamed Arezki, né le 17 juin 1927 à Alger, au sein d'une famille originaire d'Azeffoun dans la wilaya de Tizi Ouzou et mort le 2 septembre 2015 à Alger, est un auteur-compositeur-interprète algérien de musique chaâbi. Il est l'interprète, entre autres, de Rah El Ghali Rah ،

## Biographie

### Enfance
Mohamed Boudjemâa Arezki est né le 17 juin 1927 au 1 impasse du Palmier, Bir-Djebbah à la Casbah d'Alger. Sa famille est originaire du village Ait Arhouna, dans la commune d'Azeffoun. Enfant, vivant dans le quartier Bir Djebbah, de la Casbah, où beaucoup de chanteurs chaabi ont habité, le premier chanteur qu'il a voulu imiter est Tino Rossi. Vers 10 à 12 ans, lui et sa famille déménagent dans le quartier de Notre-Dame d'Afrique. C'est alors qui se met à jouer de la guitare à Bologhine.
Il obtient son certificat d’études primaires en 1939 et commence à travailler chez son oncle, propriétaire d’une crèmerie, avant de rejoindre Sid Ahmed Serri, au greffe de la cour d’Alger.

### Premiers pas dans la musique
De 1939 à 1945, Mohamed Boudjemaâ qui rêve déjà de devenir El Ankis (petit El Anka) qui était d’ailleurs originaire d’un village voisin de celui du jeune chanteur. Il s’essaie à la mandoline puis à la guitare, tout en écoutant et en enregistrant les grands maîtres.
Mais, il a fallu attendre 1957 pour qu'il s'initie à l'arabe, aidé par un oncle paternel. Grâce aux leçons de Chouiter et de Mohamed Kébaili, dont la troupe travaillait sous l'égide du PPA à la fin des années 1930, il fera la connaissance d'artistes tels que Cheikh Saïd El Meddah, En 1942, l'apprenti qu'il était exécutera, pour la première fois en public, à l'occasion d'un mariage, Ala Rssoul El Hadi Sali Ya Achiq, un poème classique du genre.
Le melhoun l'a également probablement inspiré.
Dans une troupe créée en 1945, Boudjemâa évolue entre El Anka et Mrizek, les deux monstres sacrés de l'époque. Il débute avec un répertoire de medh comprenant essentiellement les quacidate, Chouf li Ouyoubek ya Rassi, Ya Ighafel, Ya Khalek lachia, Zaoubnafi H'inak et El Bar, de différents poètes du genre.
Toutefois, une part importante du répertoire d'El‑Ankis lui fut transmise au début de la Seconde Guerre mondiale par Cheikh Said El Meddah. Grisé par le succès, il se met à faire un travail personnel d'arrangement musical et, au milieu des années 1950, il se lance dans la chansonnette, expérience qui tourna court du fait que la maison Philips dont le directeur artistique était Boualem Titiche, lui refuse ses œuvres.

### Militantisme
En 1945, il fait clandestinement de la propagande messaliste lors des mariages et autres fêtes. De 1956 à 1962, il arrête de chanter comme acte nationaliste sous l'ordre du FLN.  Il est torturé, à deux reprises par les services spécialisés de l'armée coloniale, en 1957 et en 1960. Sa sortie de prison coïncide avec une reprise avec l'art. Djana El Intissar dont il est parolier et compositeur, évoquant les manifestations du 11 décembre 1961, est un hymne à l'indépendance.

### Le succès
Pour cibler la jeunesse algérienne, Boudjemaâ El Ankis fait appel à Mahboub Bati et, dès 1963, la « guerre » éclate : au lieu et place du chaâbi de quartier, Mahboub Bati mettra au devant de la scène Boudjemaâ El Ankis par de nouvelles chansons écrites dans la langue algérienne. Le marché et les ondes sont bombardés d'une soixantaine de tubes dans la veine des Tchaourou 'Alia, Rah El Ghali Rah, Ah ya intiyya. Le secret de la réussite: l'utilisation de la langue populaire algérienne, de nouvelles compositions musicales et du rythme.
Le créneau sera exploité par des chanteurs plus jeunes tels que Amar Ezzahi, El Hachemi Guerouabi, Hassen Saïd et Amar El Achab. Boudjemâa fut l'un des plus grands interprètes du chaâbi du siècle passé grâce à sa façon de chanter très émotive et touchante. 
Boudjemâa est un grand ami de Amar Ezzahi dont il est le Cheikh (Amimer ayant été lancé par le Boudj au début des années 1960), ils restèrent en bon termes durant toutes leurs carrières, avec des collaborations qui restent ancrées dans les mémoires des Chaabistes.
Boudjemâa El Ankis meurt le 2 septembre 2015 à l'âge de 88 ans à l'hôpital de Aïn Naâdja à Djasr Kasentina (Gué de Constantine), dans la banlieue d'Alger.

## Hommages posthumes
Il est enterré au cimetière El Kettar d'Alger, lors de son enterrement une large foule s'est déplacé ainsi que différents joueurs de chaabi, parmi lesquels, Kamel Ferdjellah, et Djilali Kebaili, le fils de Mohamed Brahimi (alias Sheikh Kebaili).
Les 7e journées du chaâbi à Médéa, en 2015, lui ont été dédiées.

## Discographie
- Anaya Bejfak
- El Kaoui
- El Meknin Ezin
- Meknasia
- Nousik Ya Hbibi
- Ya El Ghafel
- Ya Woulfi
- Rah el ghali

### Albums
- 2000 : Ya el ouahdani (Believe / Royal Music)
- 2015 : En Kabyle, avec Amar Ezzahi, édition Atlas.

## Interview
- Aomar Mohellebi, « La dernière interview de l'artiste accordée à un journal Boudjemaâ El Ankis à L'Expression », sur L'Expression, 5 septembre 2015

## Filmographie
- Transes de Ahmed El Maanouni, 1981, Maroc, 87 minutes
- (ar) documentaire sur une chaîne de télévision d'Algérie, « Portrait du Maitre Boujamaa El Ankis », sur Youtube